# Vicente Valverde
Vicente de Valverde y Álvarez de Toledo (Oropesa, 1498 - Puná, 1541) va ser un sacerdot dominic espanyol que va acompanyar Francisco Pizarro en la conquesta espanyola de l'Imperi inca.
Va ser el primer bisbe de Cuzco, i la seva actuació va ser decisiva en l'execució d'Atahualpa, el darrer inca.